# Dalemarka
Dalemarka är en tätort i Alvers kommun i Vestland fylke i västra Norge. Orten ligger vid sidan av fylkesväg 564, på den södra delen av ön Holsnøy.
Tidigare har orten tillhört dåvarande Hamre kommun, sedan dåvarande Alversunds kommun och därefter dåvarande Melands kommun i Hordaland fylke.